# Хауард Хејз Скалард
Хауард Хејз Скалард (енгл. Howard Hayes Scullard; 9. фебруар 1903 — , 31. март 1983) је био британски историчар, стручњак за античку историју и аутор великог броја значајних историографских дела. Био је један од уредника Oxford Classical Dictionary. Историју је студирао на Кембриџу а предавао је на Кингс колеџу у Лондону.

## Дела
- Scipio Africanus in the Second Punic War Thirlwall Prize Essay (University Press, Cambridge, 1930)
- A history of the Roman world from 753 to 146 BC (Methuen, London, 1935)
- уредник (with H. E. Butler), of Livy, Book XXX (Methuen, London, 1939)
- Roman politics (Clarendon Press, Oxford, 1951)
- уредник Atlas of the Classical World (Nelson, London and Edinburgh, 1959)
- From the Gracchi to Nero: a history of Rome from 133 B.C. to A.D. 68 (Methuen, London, 1959)
- уредник, The grandeur that was Rome (Sidgwick and Jackson, London, 1961)
- Shorter atlas of the classical world (Thomas Nelson and Sons, Edinburgh, 1962)
- The Etruscan cities and Rome (Thames and Hudson, London, 1967)
- Scipio Africanus: soldier and politician (Thames and Hudson, London, 1970)
- уредник (са N. G. L. Hammond) Oxford Classical Dictionary (Clarendon Press, Oxford, 1970)
- The elephant in the Greek and Roman world (Thames and Hudson, London, 1974)
- A history of Rome down to the reign of Constantine (Macmillan, London, 1975)
- Roman Britain: outpost of the Empire (Thames and Hudson, London, 1979)
- Festivals and ceremonies of the Roman Republic (Thames and Hudson, London, c1981)